# El Wak (Kenia)
El Wak o Elwak (somalí: Ceelwaaq) es una localidad urbana de Kenia perteneciente al condado de Mandera del noreste del país.
En 2019, la localidad tenía una población de 60 732 habitantes.
Se ubica en el sur del condado junto a la frontera con Somalia, a medio camino entre Mandera y Wajir sobre la carretera B9. La localidad basa su economía en la presencia de un puesto fronterizo con Somalia, pues al otro lado de la frontera se ubica la localidad somalí homónima, una de las cabeceras distritales del estado federado de Jubalandia, formando ambas ciudades una conurbación fronteriza. Desde 2016 cuenta con un pequeño aeródromo.